# 任重 (演员)
任重（1979年11月26日—），男，汉族，天津市人，中国演员。毕业于上海戏剧学院1998級表演系本科。曾饰演《北京青年》中的何西，《新恋爱时代》中的郑海潮等角色。

## 影视作品

### 電視劇

#### 參演
- 1995《刘少奇》飾 青年王光洁
- 2000《你快乐所以我快乐》飾 四毛
- 2000《其实不想走》飾 康德
- 2001《非你不可》飾 罗晓中
- 2001《城市的星空》飾 林共生
- 2003《汉武大帝》飾 张骞
- 2003《青天衙门之雷霆报》飾 许伯超
- 2003《作女》飾 卓越
- 2004《青天衙门2之花轿奇谋》飾 阿穆奇
- 2004《天使的歌声》飾 骆少峰
- 2005《天下第一媒婆》飾 赖毛
- 2005《观世音之观音妙缘》飾 王清平
- 2005《谁为你作证》飾 黄超
- 2007《梁山伯与祝英台》饰 王凝之
- 2009《八千湘女上天山》飾 徐放
- 2009《中国造》飾 熊早
- 2009《情非情》飾 潘军
- 2010《婚姻保卫战》飾 李刚
- 2010《谍变》飾 季少锋
- 2011《男人帮》飾 搭讪男
- 2011《家，N次方》飾 周浩
- 2011《天涯咫尺》飾 齐冠昌
- 2011《宣言》飾 刘良臣
- 2012《AA制生活》飾 韩心
- 2012《北京青年》飾 何西
- 2012《北京爱情故事》飾 警察
- 2012《三十而立》飾 周乐天
- 2012《养女》飾 向阳
- 2013《失恋33天》(客串)
- 2013《新恋爱时代》飾 郑海潮
- 2013《老米家的婚事》飾 小石头
- 2013《阿喜》飾 阿喜
- 2014《和平的全盛时代》飾 和平
- 2014《青年医生》飾 程俊
- 2014《别叫我兄弟》飾 韩子辉
- 2015《永不低头》飾 林子清
- 2015《敢爱》飾 罗永浩
- 2015《小爸妈》飾 莫凡
- 2016《结婚为什么》飾 大虾
- 2017《将婚姻进行到底》飾 王宇明
- 2017《那年花开月正圆》飾 趙白石
- 2017《全程爱恋》飾 林天乐
- 2019《青春斗》飾 劉一鳴
- 2019《小欢喜》饰 刘铮
- 2019《激荡》饰 陆江涛
- 2019《精英律师》饰 孫超越(客串)
- 2020《在一起》饰 程俊
- 2020《金色索玛花》饰 郭書記
- 2021《甜蜜》饰 常胜
- 2021《理想之城》饰 李大維(客串)
- 2021《功勋》饰 譚胖公
- 2021《第十二秒》饰 赵亦晨
- 2022《骨语2》（网络剧）饰 周向聞
- 2022《风吹半夏》飾 馮遇
- 2022《县委大院》飾 段迎九(客串)
- 2023《耀眼的你啊》飾 郑穹
- 2023《黏人俱樂部》（网络剧）饰 小學生
- 2023《谯国夫人》 饰 馮寶
- 2023《消失的十一层》（网络剧）饰 周毅(客串)
- 2023《此心安处是吾乡》饰 肖立明
- 2023《小满生活》饰 陈立
- 2024《宣武门》(2017年拍攝)饰 李天顺
- 2025《漂白》饰 石毕
- 2025《相思令》（网络剧）饰 孫拔
- 2025《大河之水》饰  金程五(客串)
- 2025《陷入我们的热恋》（网络剧）饰  蔡宾鸿
- 2025《淬火年代》饰 金老板
- 2025《以法之名》饰 王彧
- 2025《朝雪录》（网络剧）饰  燕淮
- 未播《渴望生活》(2018年拍攝)
- 待播《咸鱼翻身》
- 待播《信条》（网络剧）
- 待播《弦歌》
- 待播《把黑夜点燃》（网络剧）
- 待播《昨夜将至》（网络剧）
- 待播《冬去春来》

#### 執導
- 2020《親愛的自己》

### 電影
- 2013《愛神》饰 Jack
- 2018《前任局中局》(網絡電影)饰 安凯
- 2018《悲伤逆流成河》饰 李老師
- 2021《火星异变》(網絡電影)饰 刘明
- 2024《志愿军：存亡之战》

### 综艺节目
- 2015《我们相爱吧》第1季

## 书籍
- 《宛平城下》（和邱美煊合著），海峡文艺出版社，2018年11月。ISBN 9787555016991.

## 外部連結
- 任重的新浪微博